# Armstrong Siddeley Tiger
Armstrong Siddeley Tiger — британский поршневой 14-цилиндровый двухрядный авиадвигатель воздушного охлаждения, разработанный в 1932 году. В его конструкции были использованы элементы одного из предыдущих моторов Armstrong Siddeley, 14-цилиндрового Jaguar.
Выпускался в нескольких вариантах со сходными параметрами. Первый британский авиадвигатель с двухскоростным нагнетателем (модификация Tiger VIII).
Основная часть выпущенных моторов устанавливалась на авиалайнере Armstrong Whitworth Ensign и торпедоносце Blackburn Shark

## Применение
- Armstrong Whitworth A.W.19
- Armstrong Whitworth AW.23
- Armstrong Whitworth A.W.29
- Armstrong Whitworth Ensign
- Armstrong Whitworth Whitley
- Blackburn B-6
- Blackburn B-7
- Blackburn Shark
- Blackburn Ripon
- Fairey G4/31
- Handley Page H.P.51
- Short Calcutta

## Сохранившиеся двигатели
Двигатель Armstrong Siddeley Tiger находится в экспозиции лондонского Музея науки.